# شيراين
شيراين (بالفرنسية: Schirrhein)‏ (نطق ‎ʃi'rain‏) هي بلدية فرنسية تقع في إقليم الراين الأسفل من منطقة ألزاس في شمال شرق فرنسا. تبلغ مساحة هذه المدينة 6.49 (كم²)، يبلغ عدد سكانها 2156 نسمة حسب إحصاء المعهد الوطني للإحصاء والدراسات الاقتصادية سنة 2009 م. وترأس أندريه فيلهلم البلدية خلال فترة (2008 - 2014).

## أعلام
- أوسكار هيسيرير

## وصلات خارجية
- صفحة البلدية على موقع المعهد الوطني للإحصاء والدراسات الاقتصادية (بالفرنسية)